# Dasychira nigridisca
Dasychira nigridisca är en fjärilsart som beskrevs av Sevastopulo 1957. Dasychira nigridisca ingår i släktet Dasychira och familjen tofsspinnare. Inga underarter finns listade i Catalogue of Life.